# 賽妥珠單抗
 賽妥珠單抗（英語：certolizumab pegol）以商品名Cimzia於市面上銷售，是一種生物製藥，用於治療克隆氏症、類風濕性關節炎、乾癬性關節炎和強直性脊柱炎。此藥物為單株抗體片段，具有精準靶向並抑制腫瘤壞死因子的特異性。藥物生產者為總部位於比利時的全球性製藥公司優時比。
藥物透過皮下注射給藥。
賽妥珠單抗已被列入世界衛生組織基本藥物標準清單之中。

## 醫療用途
克隆氏症，美國食品藥物管理局 (FDA) 於2008年4月22日批准賽妥珠單抗用於治療對標準治療沒有足夠或充分反應的克隆氏症患者。
類風濕關節炎2009年6月26日，歐洲藥品管理局（EMA）人用藥品委員會（CHMP）發表正面意見，建議歐盟執行委員會授予Cimzia僅用於治療類風濕關節炎的上市許可 - CHMP拒絕批准此藥物用於治療克隆氏症。 藥物銷售許可於2009年10月1日頒給優時比製藥。
銀屑病關節炎FDA於2013年9月27日核准Cimzia用於治療成年患者的活動性乾癬關節炎。

## 特定群體

### 妊娠
個體懷孕期間可使用賽妥珠單抗於治療發炎性疾病。在懷孕後期接觸該藥物的嬰兒，可能需要延後接種部分疫苗。
在英國，使用藥物的孕婦會在懷孕約20週時接受一次非常詳細的掃描以檢查胎兒的發育狀況。雖然可能會提供額外的生長掃描，但無需針對出生缺陷進行檢查。曾有一項針對2,000名懷孕者使用此藥物的研究，並無因此而有較高出生缺陷比例的報導。

### 母乳哺育
賽妥珠單抗是一種非常大的蛋白質，估計只有很少量會進入母乳。就是有少許會進入母乳，也不易為嬰兒吸收。

## 副作用
使用賽妥珠單抗的副作用通常輕微，包括上呼吸道感染、泌尿道感染和皮疹。頭痛和注射部位反應。在罕見情況下，曾有嚴重的副作用報告，包括嚴重感染和癌症。

## 禁忌症
對賽妥珠單抗或任何賦形劑有過敏反應病史之個體禁用此藥物。反應包括血管性水腫、過敏性休克、血清病及蕁麻疹。

## 與其他藥物交互作用
使用此藥物的患者可能會增加須住院或死亡的嚴重感染風險。大多數發生這些感染的患者正同時使用免疫抑制劑，如胺甲蝶呤或類固醇。

## 作用方法

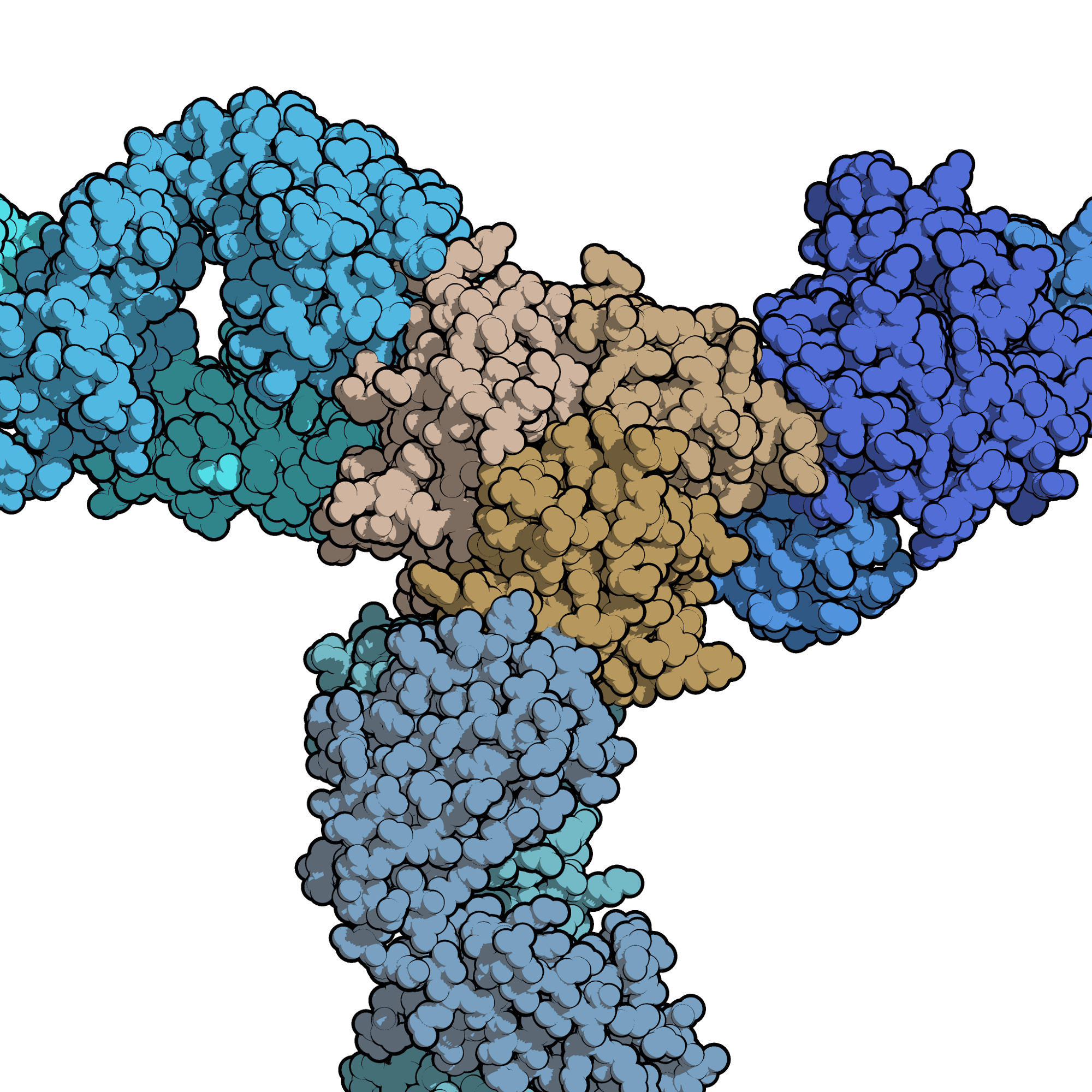
三個賽妥珠單抗分子（藍色）結合一個腫瘤壞死因子同源三聚體（棕褐色）- 顯示賽妥珠單抗如何與腫瘤壞死因子結合的分子機制（資料來源：蛋白質資料庫.

賽妥珠單抗是一種針對腫瘤壞死因子的單株抗體片段。更準確地說，它是人源化TNF抑制劑單株抗體的聚乙二醇化Fab'片段。

## 臨床試驗
克隆氏症將賽妥珠單抗與安慰劑治療中度至重度活動性克隆氏症的兩項III期試驗（PRECiSE1和2）均取得正面結果。
中軸脊椎關節炎於2013年，一項III期雙盲隨機安慰劑對照研究發現中軸脊椎關節炎的患者自我報告，顯示有顯著的正面結果 - 症狀迅速改善，及疼痛減輕。
類風濕關節炎賽妥珠單抗似乎對罹患類風濕性關節炎的患者有益。

## 近期發展
優時比公司於2019年3月28日宣佈FDA已批准CIMZIA® (賽妥珠單抗) 新增一項適應症 - 適用於具有客觀活動性發炎徵兆，而無放射影像確認之中軸性脊椎關節炎（non-radiographic axial spondyloarthritis，簡稱nr-axSpA）成人患者的治療。此項批准是FDA首個，也是目前唯一的nr-axSpA治療藥物。

## 外部連結
- 醫學主題詞表（MeSH）：certolizumab+pegol